# Танчо Филипов
Стоян (Танчо) Филипов е български революционер, околийски войвода на Вътрешната македонска революционна организация.

## Биография
Танчо Филипов е роден през 1892 година във валовищкото село Обая, тогава в Османската империя. Влиза във ВМРО. Избран е за петрички околийски войвода. През юли 1924 година е делегат на Струмишкия окръжен конгрес на организацията, където заедно с Атанас Ансаров е избран за съветник в окръжния комитет.
По време на Горноджумайските събития от есента на 1924 година е личен телохранител на Алеко Василев, заедно с Ангел Коларов, Тома Ружкин (анархокомунист, родом от Кюстендил, счетоводител във фирмата на Георги Пенков) и Нашко Елшански.
Танчо Филипов загива в Горноджумайските събития в същата 1924 година.